# Santa Maria da Vitória
Santa Maria da Vitória est une municipalité brésilienne de l'État de Bahia et la microrégion de Santa Maria da Vitória.